# Kaffal-Schaschi-Mausoleum

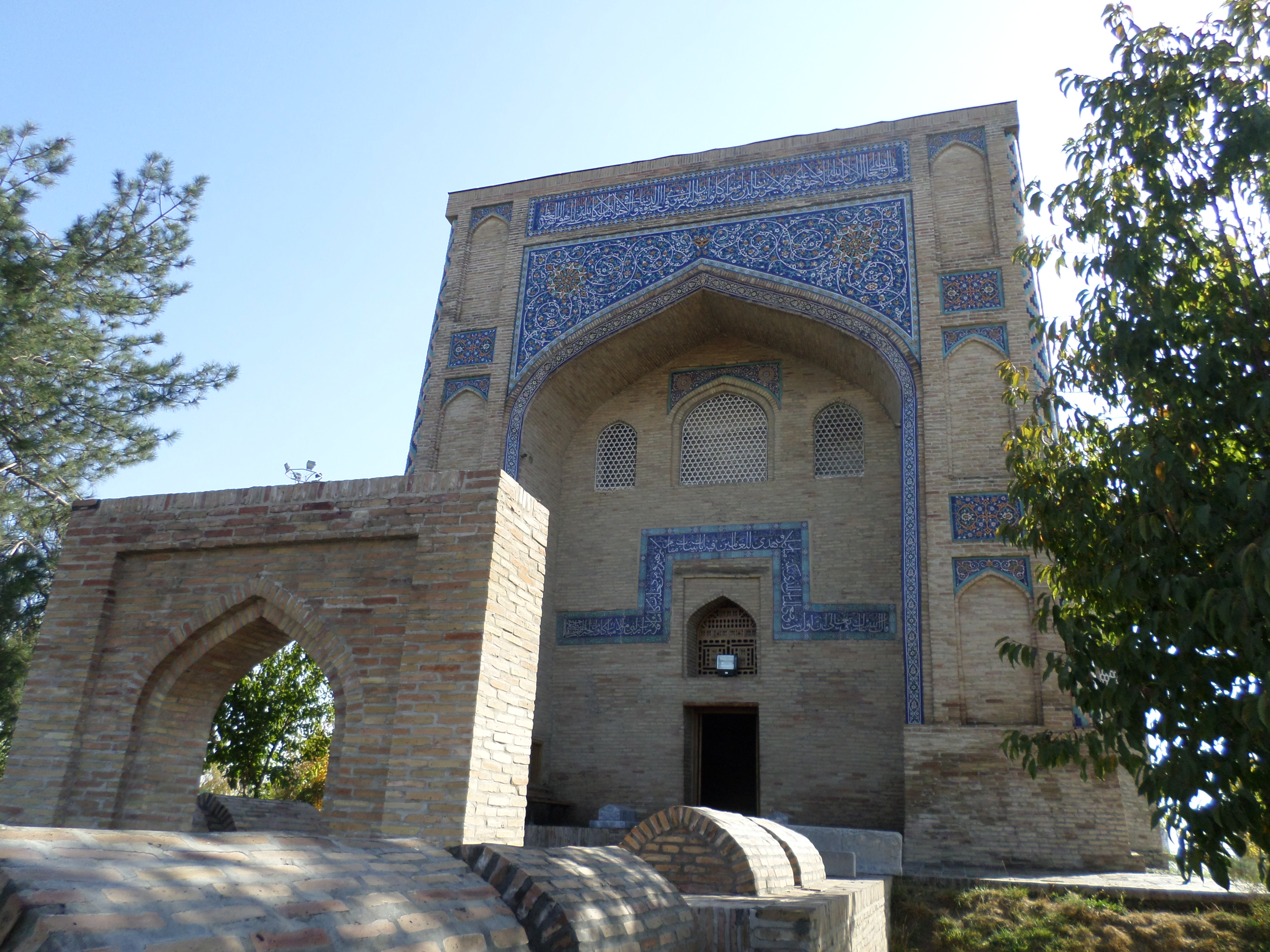

Das Kaffal-Schaschi-Mausoleum (usbekisch Qaffol Shoshiy maqbarasi) ist ein Grabmal in Taschkent, das für den 926 n. Chr. verstorbenen Imam Abu Bakr Kaffal Schaschi gebaut wurde. Das Grab ist heute nicht mehr erhalten. Das Kaffal-Schaschi-Mausoleum schließt sich südlich unmittelbar an den Komplex der Barak-Chan-Medresse an.

## Merkmale
Das Mausoleum, so wie es heute aussieht, wurde von Gulam Husain, dem Architekten des Khans im Jahre 1542 n. Chr. gebaut. Im 19. Jahrhundert wurde das Mausoleum umgebaut. Es ist ein asymmetrisches Mausoleum mit mehreren Kuppeln und einem Portal (Hanaka). Solche Hanakas wurden häufig für Wanderer gebaut. Diese konnten Obdach in den Wohneinheiten (Hudschra) finden. Solche Komplexe beinhalteten früher eine Moschee und einen Speisesaal (Oschkhona).
Südlich vom Hauptgebäude, in einem Hof, befinden sich spätere Grabstätten (Sagana). Neben dem Mausoleum befindet sich ein Haus in dem Chodscha Ahrori-vali wohnte. Er war ein Anhänger von Kaffal Schaschi und Baha-ud-Din Naqschband und war der Ansicht, dass gläubige Leute nie betteln dürfen. Sie sollten selbst Geld verdienen. Er hielt sich an Naqschbands Wahlspruch: „Dil ba eru dast ba kor“, was so viel bedeutet wie: „das Herz mit Gott, die Arme bei der Arbeit.“